# مكنسة كهربائية

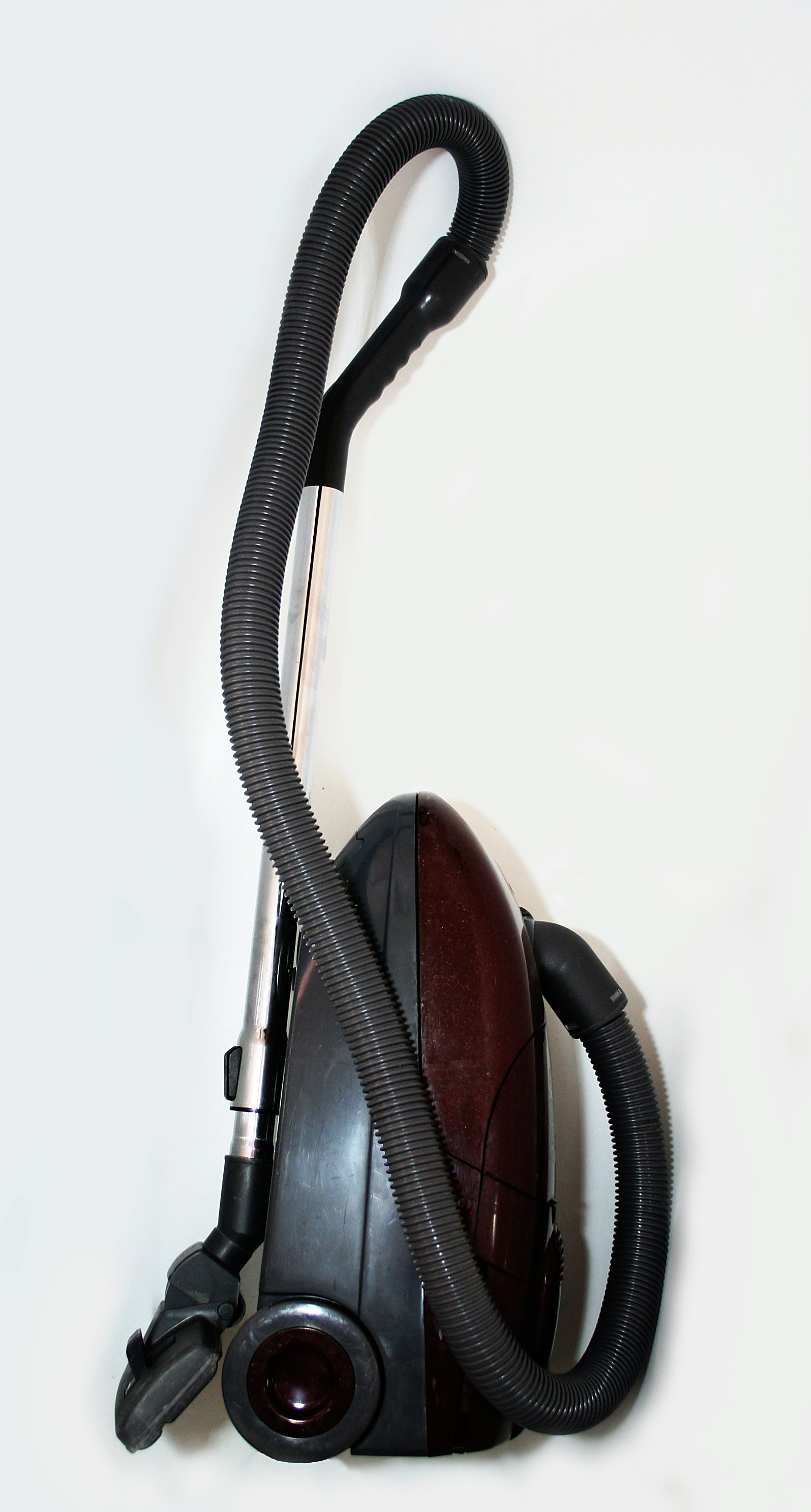
مكنسة كهربائية منزلية.

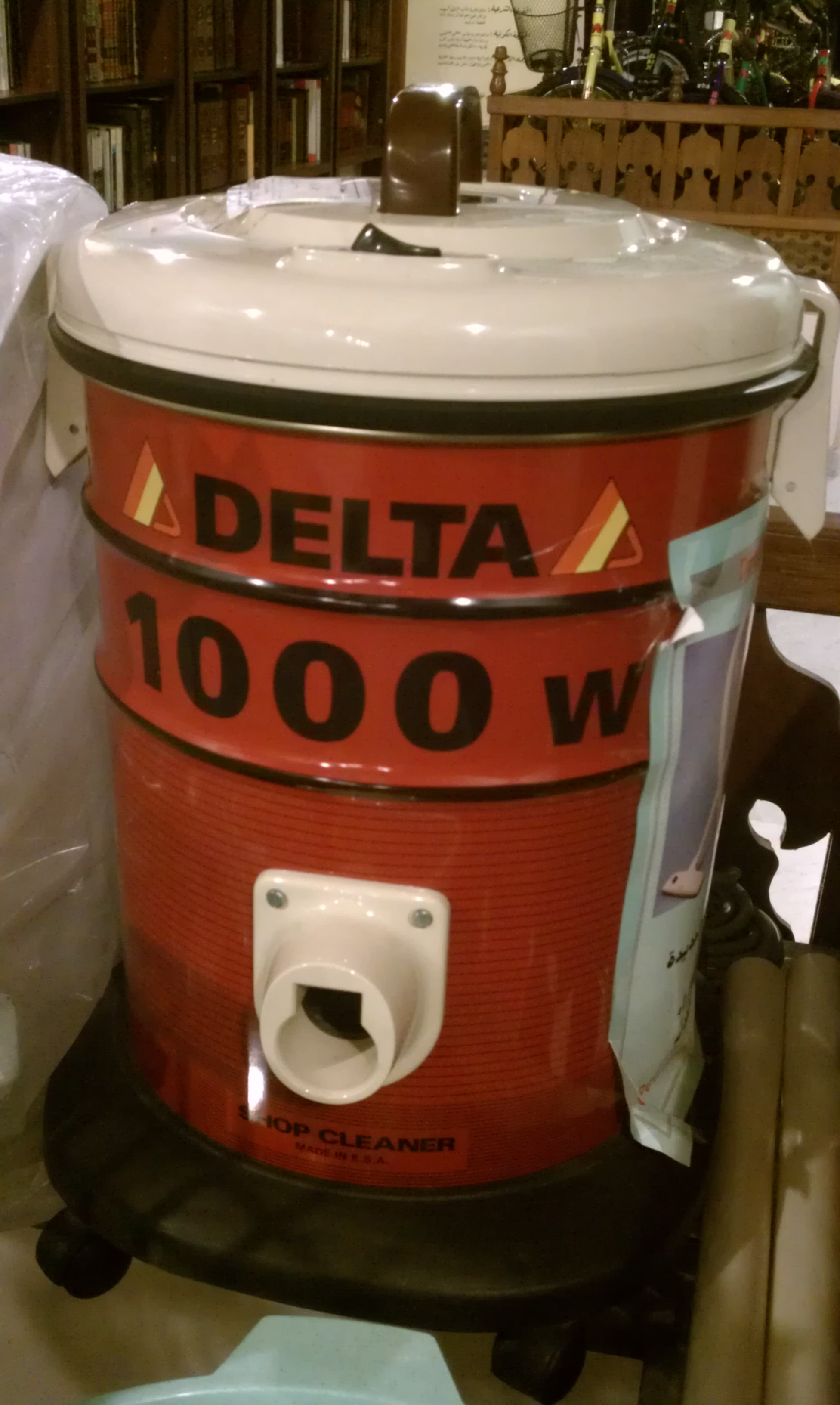
مكنسة كهربائية عالية القدرة

المكنسة الكهربائية (بالإنجليزية: Vacuum cleaner)‏ وهي مكنسة تعمل بالكهرباء، وتُستعمل لتنظيف الأراضي والسجاد والموكيت من الأتربة والقاذورات وتستعمل لتنظيف الجدران والستائر وغيرها.
استخدمت في التنظيف منذ قرنٍ تقريباً بعد أن كان يتم بالمكنسة العادية. أول من اخترع المكنسة الكهربائية كان المهندس الإنكليزي هيربيرت بوث في عام 1901. لكن المكنسة بوث تعمل بمحرك ومضخة ضخمين لدرجة أنه ليس بالإمكان إدخالها حتى إلى المنازل. فحينها لم تَكن المكنسة تُباع بل كانت الفكرة أن يَطلب العميل من الكنّاسين القدوم وتنظيف بيته مقابل مبلغ معين.وبعد سنين عديدة اخترع الأمريكي سبانغلر المكنسة الكهربائية بشكل بسيط. وبحلول عام 1908 استطاعت بعض الشركات صُنع مكانس كهربائية أصغر حجماً وقابلة للبيع لوضعها في المنازل. وبعد ذلك لم تتطور المكانس بشكل كبير حتى أواخر القرن العشرين، حيث اخترعت عام 1993 أول مكانس شبيهة بالمكانس العصرية التي تُستخدم اليوم.

## تعريف المكنسة الكهربائية
المكنسة الكهربائية جهاز كهربائي ينظف بطريقة السحب. تزيل المكانس الكهربائية الأوساخ من مفروشات الأبسطة والسجاد والبلاط، كما يمكن أن تُستخدم لإزالة الغبار العالق بالمفروشات والستائر والأثاث المنزلي والآلات وغيرها.

## أشكال المكنسة الكهربائية

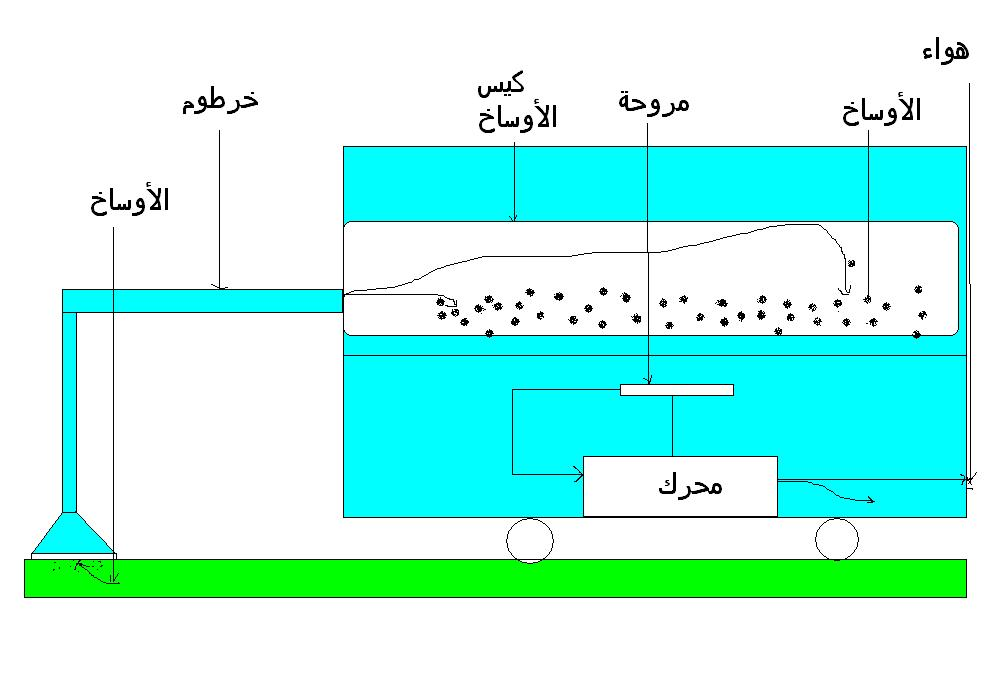
مخطط مكنسة كهربائية

يوضح الشكلان النوعين الرئيسيين للمكانس الكهربائية وهما النوع ذو الحوض أو الصهريج والنوع العمودي. ففي النوع ذي الحوض (أعلاه) تقوم مروحة الشفط بشفط الأوساخ عن طريق خرطوم مرن إلى داخل الكيس. وفي النوع العمودي (أدناه) تقوم مروحة الشفط بشفط الأوساخ المفككة بفعل الخضاضة. وهي أسطوانة دوارة ذات شعيرات.

## مبدأ عمل المكنسة الكهربائية
تعمل المكنسة الكهربائية عن طريق مروحة شفط، فتوجد فراغًا جزئياً داخل الجهاز. ويندفع الهواء الخارجي بسرعة إلى داخل المكنسة لملء الفراغ حاملاً معه الأوساخ. ويقوم كيس المكنسة، أو وعاء آخر، بحجز الأوساخ من الهواء المندفع الذي يمر إلى الخارج نظيفًا. ويُفرغ كيس الأوساخ، أو الوعاء المُستخدم، بانتظام ويمكن تغييره. وفي بعض المكانس، تفرغ الأوساخ في صهريج ماء لتصفية الغبار.

## أنواع المكانس الكهربائية
هناك نوعان رئيسيان من المكانس الكهربائية: المكانس ذات الحوض أو الصهريج، والمكانس العمودية.
تحتوي المكانس ذات الصهريج على كيس ومروحة شفط قوية تشفط الأوساخ إلى داخل الكيس عن طريق خرطوم مرن. ويمكن أن تُركب عليه فوهات مختلفة. أما المكانس العمودية، فلها مروحة شفط صغيرة وخضاضة في قاعدتها. والخضاضة، أسطوانة دوارة، وبها شعيرات قوية من البلاستيك لتفتيت الأوساخ. وتشفط الأوساخ إلى داخل كيس معلق بمقبض المكنسة. وتجمع بعض المكانس بين نظام الصهريج، والنظام العمودي، وفي هذه الحالة نجد الخضاضة في فوهة الخرطوم بالإضافة إلى مروحة الشفط لإعطاء شفط قوي.
وهناك أنواع أخرى من المكانس الكهربائية تشمل المكنسة اليدوية والخفيفة الوزن والمبتلة ـ الجافة. يمكن حمل المكانس اليدوية بيد واحدة بسهولة. وهي مفيدة لتنظيف الأسطح التي لا يمكن الوصول إليها بالمكنسة التقليدية. ويمكن استخدام المكنسة خفيفة الوزن للتنظيف الخفيف، وإزالة الغبار. وهي تشبه المكنسة العمودية، لكن وزنها أقل وشفطها كذلك، وليس بها خضاضة. أما المكنسة ذات النظام المبتل ـ الجاف، فتُستخدم لتنظيف السوائل والغبار.

## معرض صور

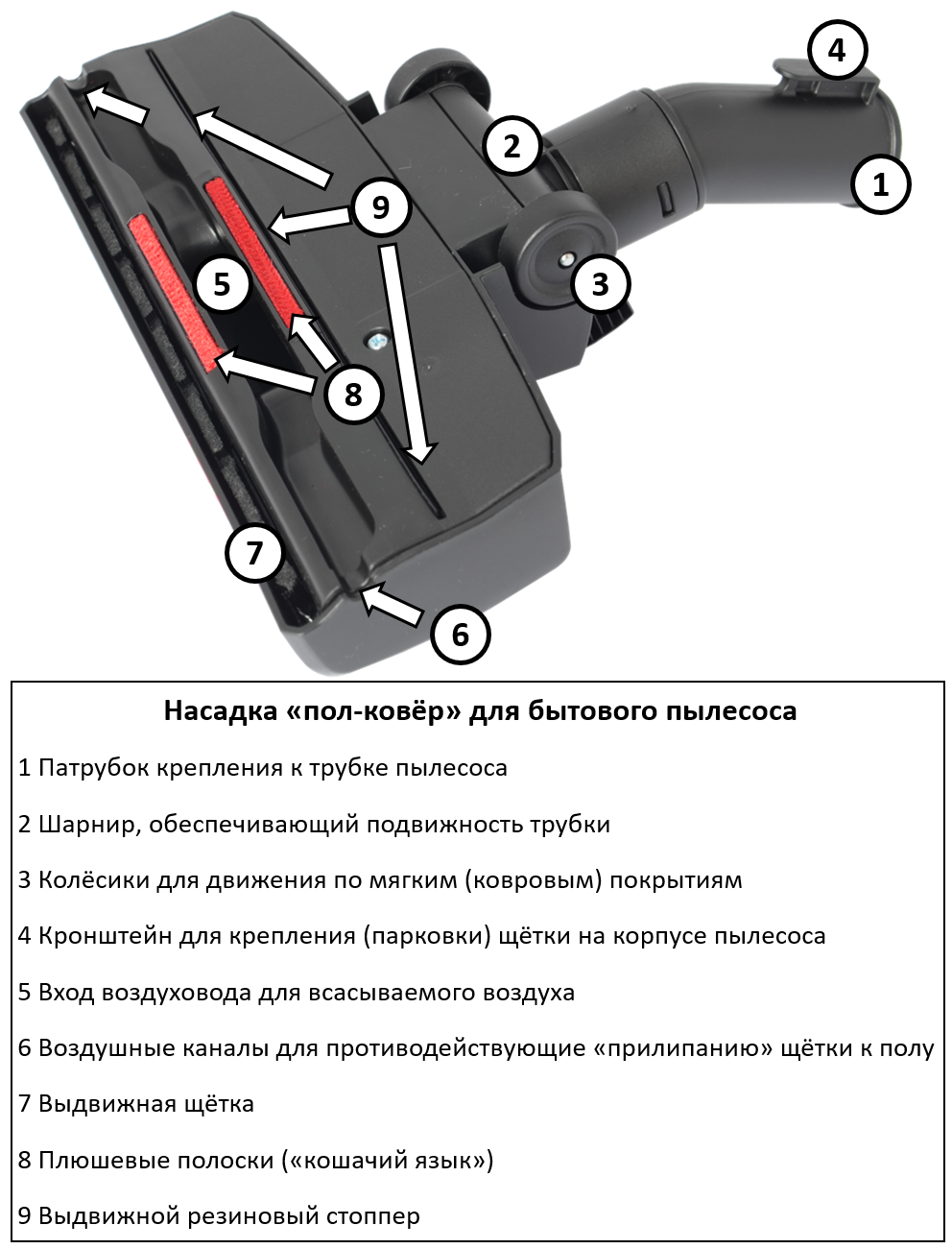
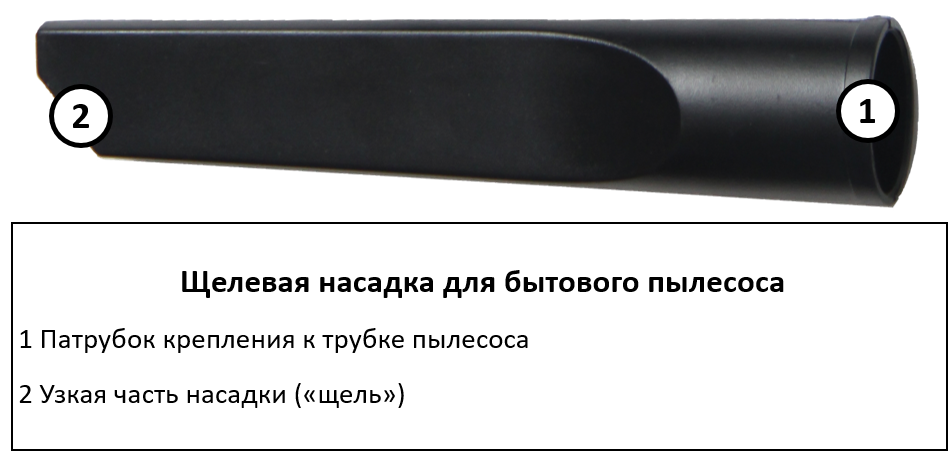
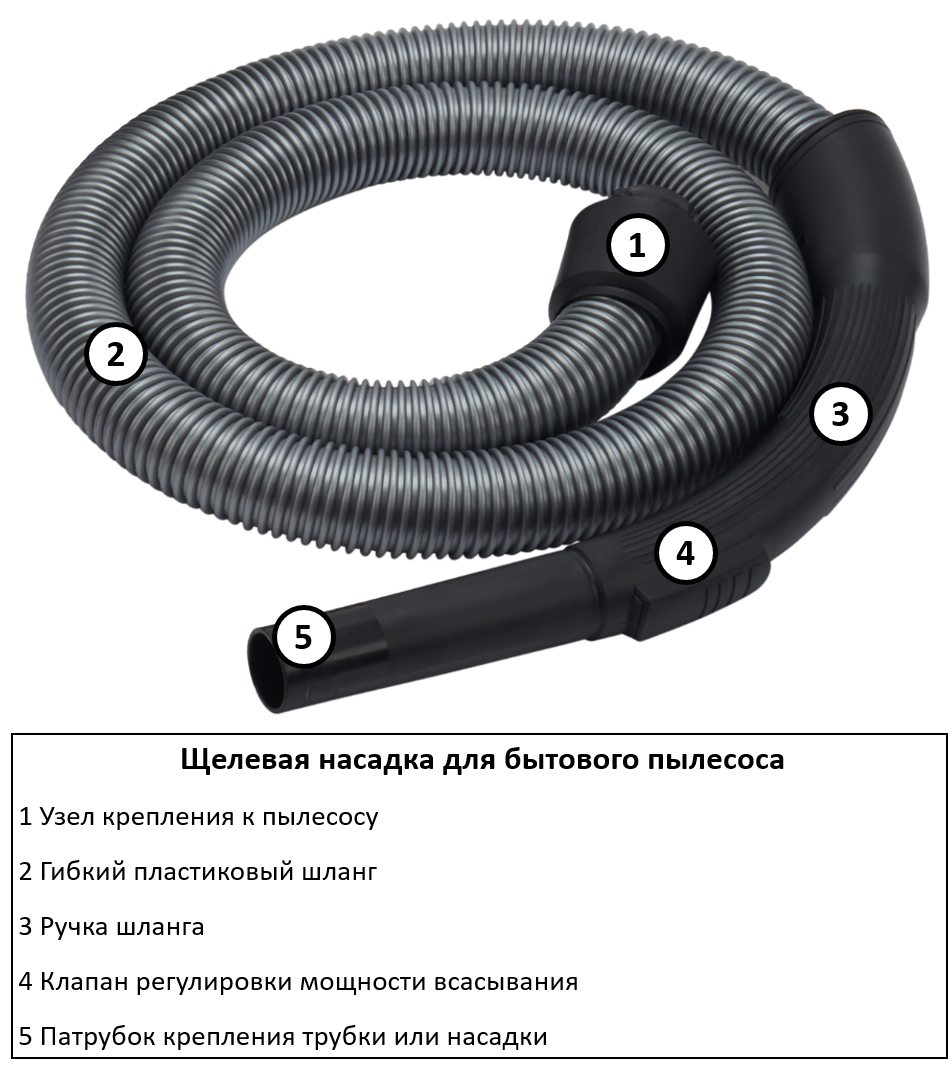
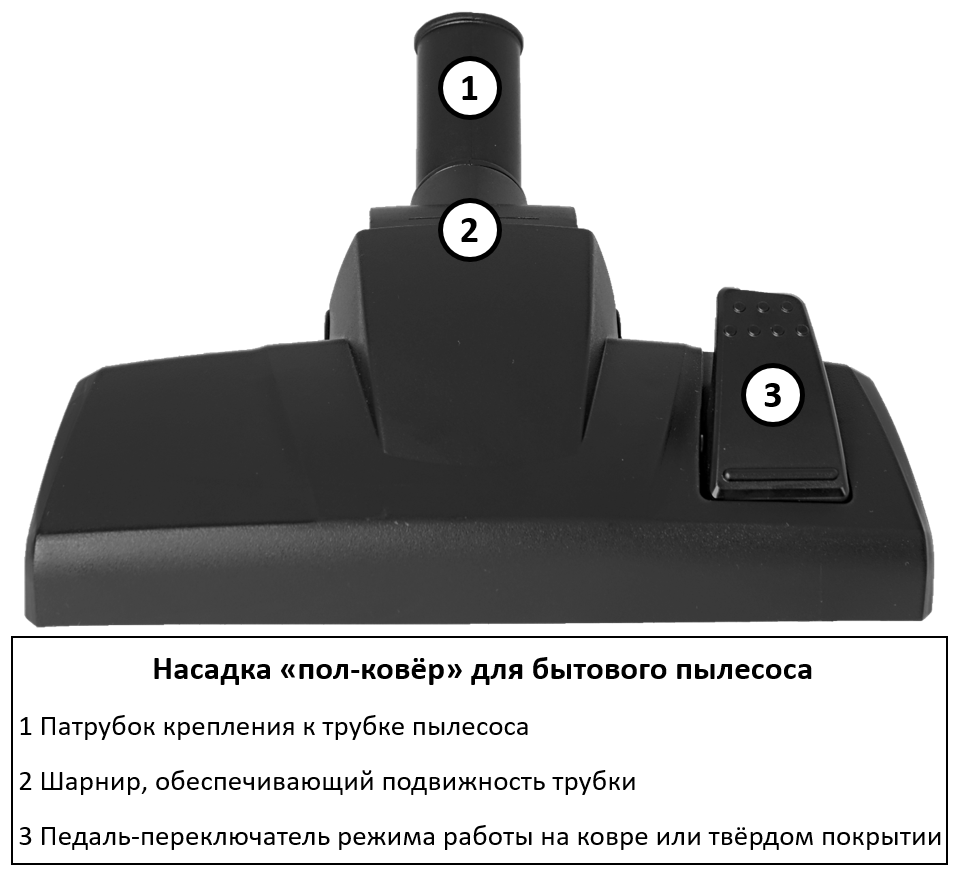